# Иероним II
Архиепископ Иероним II (греч. Αρχιεπίσκοπος Ιερώνυμος B', в миру Иоа́ннис Лиа́пис, греч. Ιωάννης Λιάπης; род. 30 марта 1938, Инофита, Беотия) — епископ Элладской православной церкви; с 16 февраля 2008 года — архиепископ Афинский и всея Эллады, предстоятель Элладской церкви.

## Биография
Учился на философском и богословском факультетах Афинского университета, который окончил в 1967 году, а затем был аспирантом в Грацском, Регенсбургском и Мюнхенском университетах.
В 1967 году был рукоположён в сан пресвитера и назначен протосинкеллом Фивской и Левадийской митрополии (1967—1978). С 1971 по 1977 год был настоятелем монастырей Преображенского Сагмата и преподобного Луки (1977—1981). С 1978 по 1981 год был генеральным секретарём Священного синода Элладской православной церкви.
Хиротонисан во епископа 4 октября 1981 года. До избрания архиепископом был митрополитом Фивейским и Левадийским (епархия находится в его родной Беотии). Баллотировался в Архиепископы в 1998 году, но уступил Христодулу. После кончины Христодула избран Архиепископом 7 февраля 2008 во втором туре голосования архиереев, проходившем в Благовещенском кафедральном соборе города Афин.
Автор монографии «Средневековые памятники Эвбеи» (1970, премия Афинской академии наук).
Является также медиком: почётный доктор медицинского факультета университета Крайова и президент Греческого кардиологического общества.
16 февраля 2008 года в Благовещенском кафедральном соборе Афин состоялась интронизация Иеронима II. Во время службы местоблюститель Архиепископского престола митрополит Каристийский Серафим передал новому Архиепископу жезл — символ власти первоиерарха Элладской Церкви.
23 ноября 2019 года официально заявил о желании уйти на покой.

## Отношения с прочими поместными церквами
7 февраля 2008 года патриарх Московский и всея Руси Алексий II поздравил митрополита Фивейского и Левадийского Иеронима с избранием на Афинский архиепископский престол и выразил уверенность в продолжении дружеских отношений между двумя церквами; 16 февраля патриарх Алексий II направил послание по случаю его интронизации.
В ходе своего визита в Константинопольский патриархат в мае 2008 года архиепископ Иероним сделал ряд заявлений, которые некоторые обозреватели расценили как готовность к отказу от ряда автокефальных прав Элладской церкви.
В октябре 2019 года Иероним II направил мирную грамоту предстоятелю неканонической с точки зрения Московского патриархата церкви Украины (ПЦУ) Митрополиту Епифанию, в которой заявил об официальном признании этой структуры. В ответ на это Русская православная церковь прекратила евхаристическое общение с архиепископом Афинским с 3 ноября 2019 года.

## Награды
- Орден князя Ярослава Мудрого I степени (Украина, 27 июля 2013 года) — за выдающуюся церковную деятельность, направленную на подъём авторитета православия в мире, и по случаю празднования на Украине 1025-летия крещения Киевской Руси[8]
- Орден князя Ярослава Мудрого III степени (Украина, 2008)[9]
- Золотая звезда ордена Антиохийской православной церкви святых первоверховных апостолов Петра и Павла (2011)[10]
- Орден святого равноапостольного великого князя Владимира I степени (Русская православная церковь, 2012 год)[11]
- Орден Святого царя Константина (Сербская православная церковь, 2013 год)[12]